# Drets humans a Turquia

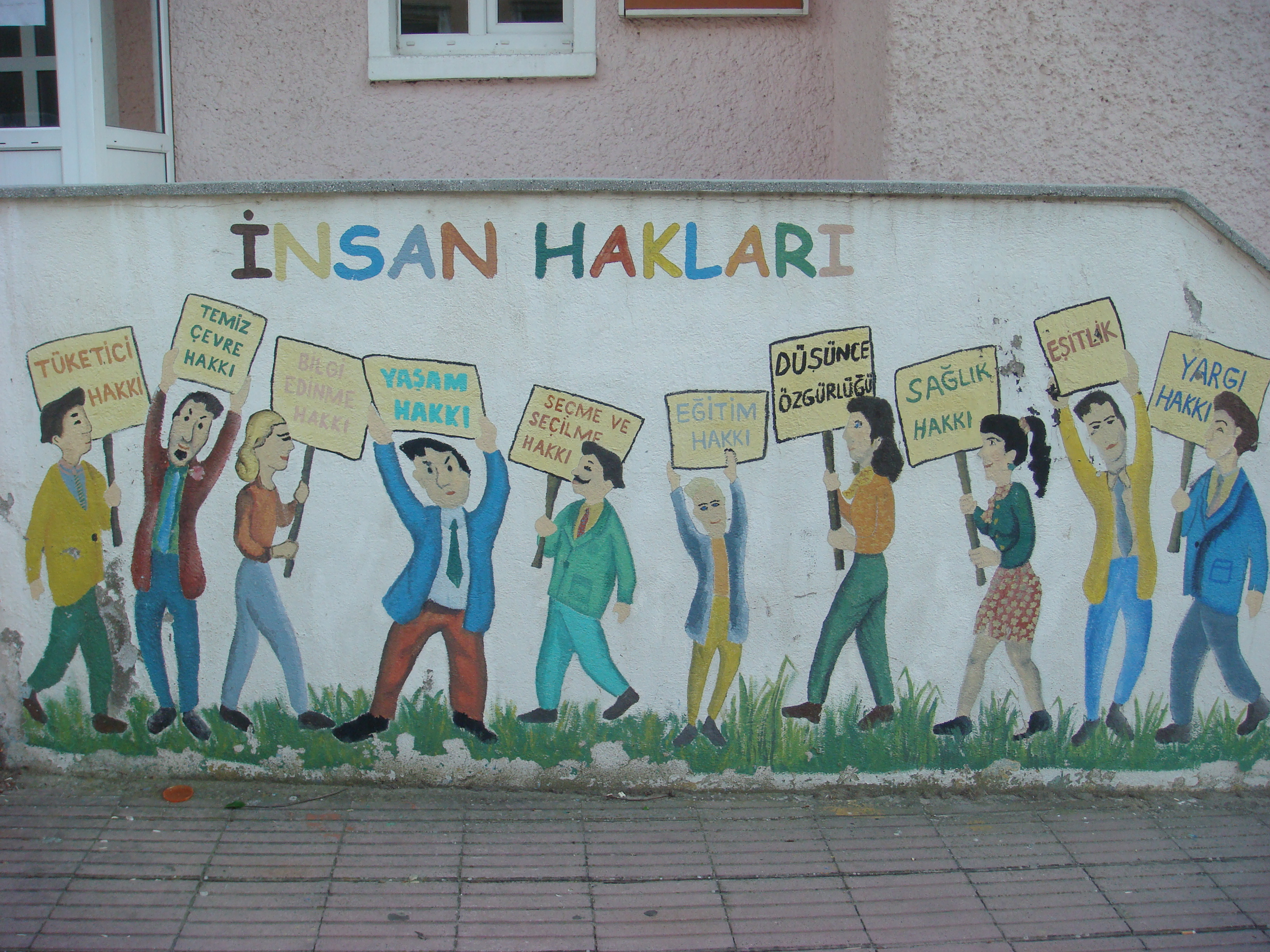
Mural a Turquia representant els drets humans. Els drets que s'hi mencionen el dret al consum, a un ambient net, a obtenir informació, a la vida, a votar, a l'educació, la llibertat de pensament, a la salut, a la igualtat davant la llei i a lhabeas corpus.

Els drets humans a Turquia estan protegits per una varietat de tractats internacionals, que tenen prioritat sobre la legislació nacional d'acord amb l'article 90 de 1982 de la Constitució de Turquia. La qüestió dels drets humans fou d'alta importància en les negociacions amb la Unió Europea per la seva adhesió. Entre els problemes més greus amb els drets humans hi ha l'estatus dels kurds a Turquia, o el debat en curs sobre el dret a la vida, a la llibertat d'expressió i altres llibertats com la religiosa, de reunió i d'associació.
Turquia conserva lleis considerades no democràtiques o autoritàries, com la prohibició a minories de tenir una educació primària en la seva llengua materna. La minoria més gran del país, els kurds, que comprenen un 15% de la població, no tenen dret a l'autodeterminació tot i que Turquia fou signant del Pacte Internacional de Drets Civils i Polítics. El març de 2017, les Nacions Unides van acusar el govern tuc de "destrucció massiva, assassinats i altres violacions serioses dels drets humans" contra la minoria kurda.